# Nisko

Niskos vapen.

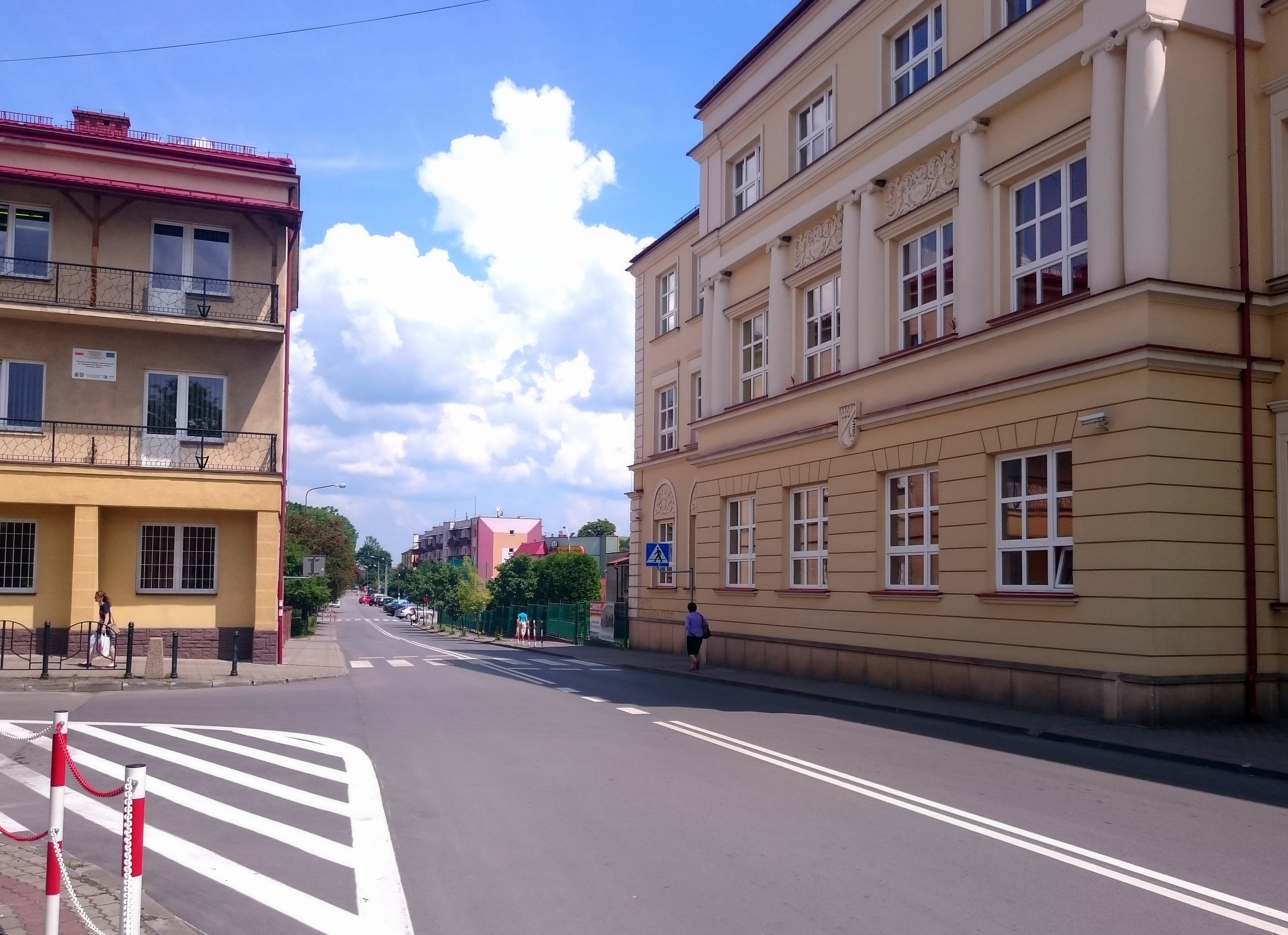
Nisko (2016)

Nisko är en stad i Nedre Karpaternas vojvodskap i sydöstra Polen. Staden, som är belägen vid floden San, hade 15 048 invånare år 2021.

## Nisko-planen
I oktober 1939 deporterades omkring 4 700 judar från Katowice, Wien och Ostrava till ett reservat som nazisterna hade inrättat i Nisko. Detta reservat var menat som ett transitläger för judar som skulle transporteras till Lublin-området. Deportationerna till Nisko upphörde dock inom kort, då tyska armén var i behov av transportmedlen.